# Henrik 4. af England
Henrik 4. af England (født Henry Bolingbroke 3. april 1367 på Bolingbroke Castle i Lincolnshire, død 20. marts 1413) var konge af England fra 1399 til 1413.

## Unge år
Han blev født på Bolingbroke Castle i Lincolnshire som søn af Johan af Gent og Blanche af Lancaster. Hans far var den tredje og ældste levende søn af Edvard 3. af England og havde en fremtrædende position under Rikard II. 
Henrik og Rikard var fætre, og i barndommen var de legekammerater. De blev optaget i Hosebåndsordenen sammen i 1377. I 1387 ændrede tingene sig, da Henrik deltog i Lords Appellants oprør mod kongen. Efter at have fået magten tilbage straffede Rikard II ikke Henrik, mens en række andre adelsmænd blev henrettet eller sendt i eksil. Kongen ophøjede ham fra jarl af Derby til hertug af Hereford. 
Forholdet mellem Henrik og kongen blev kritisk i 1398, da Rikard med Johan af Gent, hertug af Lancasters accept forviste ham fra riget i ti år for at hindre en blodfejde med Thomas Mowbray, hertug af Norfolk. Norfolk blev forvist på livstid. 